# Kamie Ethridge
Kamie Ethridge, född den 21 april 1964 i Hereford, Texas, är en amerikansk basketspelerska som tog tog OS-guld 1988 i Seoul. Detta var USA:s andra OS-guld i dambasket i rad. Idag är Ethridge huvudcoach för Kansas State University.